# Serralada dels Puys
La serralada dels Puys (en francès: Chaîne des Puys [ʃɛn de pɥi]) és una serralada al Massís Septentrional de França amb orientació nord-sud i formada per cons d'escòria, doms de lava i maars. La serralada s'estén uns 40 km de llargada i s'hi han identificat quaranta-vuit cons d'escòria, vuit doms de lava, i quinze maars i cràters d'explosió. El seu punt més alt assoleix els 1.465 m d'alçada i és el dom de lava de Puy de Dôme, ubicat prop de la meitat de la cadena. El nom de la cadena es deu al terme francès puy que significa muntanya volcànica amb perfil arrodonit. S'estima que l'última erupció va ser el 4.040 a.e.c. El 2018 va ser declarada Patrimoni de la Humanitat.

## Formació
La cadena va començar a formar-se fa aproximadament 95.000 anys, i l'activitat volcànica que va formar la serralada va aturar fa aproximadament 10.000 anys. La majoria dels cons van formar-se per erupcions estrombolianes, i típicament tenen cràters ben definits al cim. Alguns tenen cràters superposats i altres mostren vores trencades per on la lava va vessar del volcà.
En canvi, el Puy de Dôme es va formar per una erupció plena. Aquest tipus d'erupció es caracteritza per llargs períodes de repòs interromputs periòdicament per erupcions sobtades i extremadament intenses.

## Recerca
La serralada dels Puys va ser objecte d'estudi del geòleg anglès George Julius Poulett Scrope. Va començar a estudiar-la als 1820s i el 1827 va publicar un primer llibre Memoir on the Geology of Central France, including the Volcanic formations of Auvergne, the Velay and the Vivarais. Anys més tard, va publicar una segona edició revisada i amb un format més popular The Geology and extinct Volcanos of Central France (1858). Aquests llibres van ser les primeres descripcions àmpliament publicades sobre la serralada dels Puys i les anàlisis que contenien van portar a la formació de diversos principis bàsics de la vulcanologia.